# Mahamudu Bawumia
Mahamudu Bawumia (Tamale, 7 de octubre de 1963) es un economista, banquero y político ghanés que se desempeñó como vicepresidente de Ghana desde 2017 hasta 2025.
Previamente, Bawumia fue vicegobernador del Banco de Ghana, hasta su nominación como candidato a vicepresidente del Nuevo Partido Patriótico (NPP) en 2008, junto al entonces candidato presidencial Nana Akufo-Addo pero fueron derrotados. También se postuló como candidato a vicepresidente del NPP en las elecciones generales de 2012 y fue uno de los peticionarios que impugnaron la declaración de John Mahama como ganador de las elecciones.